# Neil Ardley
Neil Richard Ardley (26 mai 1937 - 23 février 2004) est un célèbre compositeur et pianiste de jazz anglais, qui est également connu comme auteur de plus de cent livres populaires de vulgarisation en science, technologie et musique.

## Jeunesse
Neil Ardley est né à Wallington, dans le Surrey. Il a fréquenté la Wallington County Grammar School et, à l'âge de treize ans, a commencé à apprendre le piano et plus tard le saxophone. Il a étudié la chimie à l'Université de Bristol, où il a également joué du piano et du saxophone dans des groupes de jazz, et dont il a obtenu un Bachelor of Science en 1959.

## Carrière

### Musique
Ardley déménage à Londres et étudie l'arrangement et la composition avec Ray Premru et Bill Russo entre 1960 et 1961. Il rejoint le Big Band de John Williams en tant que pianiste, écrivant à la fois des arrangements et de nouvelles compositions. De 1964 à 1970, il est directeur du New Jazz Orchestra nouvellement formé, qui emploie certains des meilleurs jeunes musiciens de Londres, dont Ian Carr, Jon Hiseman, Barbara Thompson, Dave Gelly, Mike Gibbs, Don Rendell et Trevor Tomkins.
À la fin des années 1960, encouragé par le producteur de disques et imprésario Denis Preston, Ardley commence sérieusement à composer, combinant le classique et le jazz. L'album du New Jazz Orchestra Le Déjeuner sur l'Herbe (1969), s'inspirant du jazz orchestral de Gil Evans, est aujourd'hui considéré comme un classique du jazz britannique. Bien qu'il contienne des arrangements complexes de Nardis de Miles Davis et Naima de John Coltrane, le reste des morceaux de l'album tend à regarder au-delà des influences afro-américaines dominantes et est composé par de jeunes artistes associés à l'orchestre - dont Ardley lui-même sur la chanson titre étendue, Michael Garrick, Mike Gibbs, Howard Riley et Mike Taylor.
Bien qu'elles ne soient pas publiés sous le label New Jazz Orchestra, les sorties ultérieures d'Ardley, Greek Variations and Other Aegean Exercises (1970) et Symphony of Amaranths (1972) perpétuent l'orchestre et son esthétique et sont acclamées par la critique.
Ses riches orchestrations sont complétées dans les années 1970 par l'ajout de synthétiseurs. Kaleidoscope Of Rainbows atteint le 22e rang dans le top 24 des albums du New Musical Express de 1976. Duncan Heining le considère comme « son chef-d'œuvre ». Cependant en 1980, alors qu'il commence à travailler sur un album entièrement électronique, le contrat d'enregistrement de Neil Ardley fut soudainement résilié et il se replia sur sa carrière d'écrivain et d'éditeur. Il continue à jouer et à composer, notamment avec Zyklus, le groupe de jazz électronique qu'il forme avec le compositeur (et ancien élève) John L. Walters, le musicien du Derbyshire Warren Greveson et Ian Carr.
Sa participation à des chorales locales à la fin des années 1990 amène Ardley à composer de la musique chorale, ce qui occupe l'essentiel de son travail musical jusqu'à sa mort. Au moment de sa mort, Ardley avait recommencé à jouer et à enregistrer avec un groupe allégé composé de lui-même, Warren Greaveson et Nick Robinson.

### Écriture
Ardley rejoint l'équipe éditoriale de la World Book Encyclopedia en 1962, alors que la succursale londonienne de l'éditeur américain produit une édition internationale. Pendant quatre ans il développe ses compétences en matière d'édition et de rédaction d'introduction pour le public jeune. Après une brève période de travail pour les éditions Hamlyn, il devient éditeur indépendant en 1968, ce qui lui permet de poursuivre sa carrière musicale. Dans les années 1970, il se lance dans l'écriture de livres de vulgarisation, principalement destinés aux enfants, sur l'histoire naturelle (en particulier sur les oiseaux), la science, la technologie et la musique, tels que What Is It?.
Tout comme sa musique et ses représentations ont progressé grâce à la technologie, il en va de même pour sa carrière d'éditeur, à mesure que les ordinateurs prennent de plus en plus d'importance. En 1984, Ardley commence à écrire principalement pour Dorling Kindersley, produisant une série de livres dont le best-seller Comment ça marche ? (1988), illustré par David Macaulay avec plus de trois millions d'exemplaires dans le monde ainsi que le volume Music, publié pour la première fois en 1989 par Eyewitness books.
Lorsqu'il prend sa retraite en 2000, Ardley a écrit 101 livres, avec environ  dix millions d'exemplaires vendus au total.

## Vie privée
En 1960, Ardley épouse Bridget Gantley et le couple a une fille. Avec Bridget, il fait des recherches pour le programme de la BBC Mastermind. En 2003, il épouse Vivien Wilson. Il meurt à Milford, Derbyshire, où Vivien vit toujours. Elle a publié une biographie complète de Neil Ardley en 2023.

## Travaux
Quelques compositions chorales sélectionnées :
- Creation Mass (2001), un ensemble de 11 poèmes de son collaborateur de longue date Patrick Huddie
- Cantabile (2003), commandé par la Bakewell Choral Society pour marquer son 25e anniversaire

## Discographie
- 1965 : The New Jazz Orchestra, Western Reunion (Decca, 1965)
- 1968 : The New Jazz Orchestra, Le Déjeuner sur l'Herbe (Verve, 1969)
- 1970 ? : Greek Variations & Other Aegean Exercises avec Ian Carr et Don Rendell (Columbia, 1970)
- 1970 : The New Jazz Orchestra, Camden '70 (Dusk Fire, 2008) – live au Camden Festival
- 1971 : A Symphony of Amaranths (Regal Zonophone, 1972)
- 1971 : The New Jazz Orchestra, On the Radio : BBC Sessions 1971 (Dusk Fire, 2017)
- 1973 : Mike Taylor Remembered avec Jon Hiseman, Barbara Thompson, Ian Carr, Henry Lowther, Dave Gelly, Norma Winstone (Trunk, 2007)
- 1975 : Kaleidoscope of Rainbows - QEH, 20 octobre 1975 (Jazz In Britain, 2021) [2CD] – live au Queen Elizabeth Hall
- 1978 : Harmony of the Spheres (Decca, 1989)
- 1991 ? : Zyklus, Virtual Realities (AMP, 1991)
- 2000 : Paroles de la messe de création par Patrick Huddie

## Livres traduits en français
Environ un quart des ouvrages de Neil Ardley ont été traduits en français.

### Collection "Le petit chercheur"
La collection "Le petit chercheur" est une traduction par Bordas de la collection de livres d'expériences amusantes "My science book of..." publiée par Gulliver Books, Harcourt.
- Les aimants, 1993
- La lumière, 1993
- Le Son, 1993
- La météo, 1993
- La pesanteur, 1993
- Le chaud et le froid, 1993
- Le mouvement, 1993
- L'eau, 1993
- Les plantations, 1993
- La couleur, 1993
- L'énergie
- L'électricité

### Autres livres
- Les instruments de musique, 1977
- Les Oiseaux, 1979
- Instruments de musique, 1989
- 1001 questions et réponses, 1989
- Comment ça marche, 1991
- Qui est-ce ? (La Nouvelle encyclopédie de la jeunesse)
- Comment ça marche, 1998
- L'encyclopédie Hachette, 2011
- Les animaux de nos régions
- L'univers et la terre, 2013
- Encyclopédie des sciences,
- L'encyclopédie junior de la musique du monde entier

## Sources et liens externes
- (en) Site officiel
- Ressources relatives à la musique :   - AllMusic
  - Discogs
  - Grove Music Online
  - MusicBrainz
  - Muziekweb
- Ressource relative aux beaux-arts :   - National Portrait Gallery
- Notices d'autorité :   - VIAF
  - ISNI
  - BnF (données)
  - IdRef
  - LCCN
  - GND
  - Italie
  - Japon
  - CiNii
  - Espagne
  - Belgique
  - Pays-Bas
  - Pologne
  - Israël
  - NUKAT
  - Australie
  - Norvège
  - Croatie
  - WorldCat
- Ardley, Vivien. Neil Ardley : Kaleidoscopes and Rainbows, Jazz in Britain (2023), avec des chapitres supplémentaires de John Coles et Dave Gelly.
- Carr, Ian, Digby Fairweather et Brian Priestley. Jazz: The Rough Guide. Londres : Rough Guides.  (ISBN 1-85828-528-3)
- Ardley, Neil, David Lambert et Mark Lambert. What Is It? Question and Answer Encyclopedia. Londres : Kingfisher Books.  (ISBN 0-671-68467-1)
- Neil Ardley – notice biographique d'Eugene Chadbourne pour Allmusic.
- Playing the Band: The musical life of Jon Hiseman, par Martyn Hanson, publié par Colin Richardson.  (ISBN 978-0956686305)
- Alyn Shipton, Out of the Long Dark: The Life of Ian Carr, Equinox Publishing, 2006.  (ISBN 978-1845532222)
- John L. Walters, « Neil Ardley » (nécrologie), The Guardian, jeudi 4 mars 2004.